# Elisabeth Rose (Widerstandskämpferin)
Elisabeth Rose, genannt Liesbeth Rose (* 8. November 1910 in Hamburg; † 2. Februar 1945 in der Strafanstalt Plötzensee, Berlin) war eine deutsche Schneiderin und ein Opfer der NS-Kriegsjustiz.

## Leben und Tätigkeit
In ihrer Jugend erlernte Rose das Schneiderhandwerk. Sie hatte mindestens ein Kind.
Während des Zweiten Weltkriegs schloss Rose sich einer von Max Kristeller organisierten kommunistischen Untergrund-Zelle an, die gegen das NS-Regime arbeitete. Weitere wichtige Mitglieder der Gruppe waren Werner Etter und Ernst Hampel (Etter-Rose-Hampel-Gruppe). Rose übernahm es, Briefe an Frontsoldaten zu schreiben, in denen sie diese zu einer Einstellung gegen den NS-Staat ermutigte, außerdem verbreitete sie antinazistisches Propagandamaterial.
Nachdem die Aktivitäten den Behörden durch einen Spitzel bekannt geworden waren, wurde diese im Frühling 1943 zerschlagen. Rose wurde am 20. Mai 1943 verhaftet. Sie verbrachte längere Zeit im Frauengefängnis Barnimstraße in Berlin.
Anfang 1945 wurde Rose zusammen mit Etter und Hampel vor dem Volksgerichtshof wegen Wehrkraftzersetzung, Feindbegünstigung und Vorbereitung zum Hochverrat angeklagt. Der Prozess fand in Potsdam statt. Im Urteil vom 5. Januar wurden alle drei für schuldig befunden und zum Tode verurteilt. In der Begründung wurde in Hinblick auf Rose ausgeführt, dass sie gemeinsam mit dem „halbjüdischen kommunistischen Funktionär Kristeller kommunistische Propaganda betrieben und insbesondere junge Wehrmachtsangehörige mit diesem Gift verseucht“ habe. Die Hinrichtung erfolgte in der Strafanstalt Berlin-Plötzensee.
Heute erinnert der Liesbeth-Rose-Stieg in Hamburg-Neuallermöhe an sie.